# 알베르토 예라스 카마르고

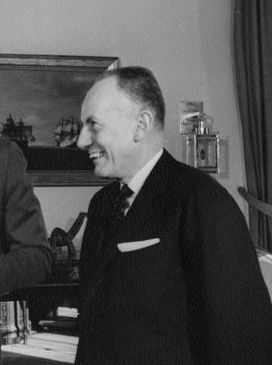
알베르토 예라스 카마르고(1962년)

알베르토 예라스 카마르고(스페인어: Alberto Lleras Camargo, 1906년 7월 3일~1990년 1월 4일)는 콜롬비아의 정치인이다. 1958년 8월 7일부터 1962년 8월 7일까지 콜롬비아의 제20대 대통령을 역임했다.
보고타 출신이며 카를로스 예라스 레스트레포 대통령의 사촌이기도 하다. 1931년부터 1935년까지 콜롬비아 자유당 소속 국회의원을 역임했으며 1935년부터 1945년까지 총무처 장관을 역임했다. 1943년에는 미국 주재 콜롬비아 대사, 1945년에는 외무부 장관을 역임했고 1948년부터 1954년까지 제1대 미주 기구 사무총장을 역임했다. 1958년 군정 종식 이후에 처음으로 콜롬비아의 대통령에 선출되었다.

## 역대 선거 결과
| 선거명      | 직책명            | 대수 | 정당            | 득표율 | 득표수      | 결과 | 당락                 |
| ----------- | ----------------- | ---- | --------------- | ------ | ----------- | ---- | -------------------- |
| 1958년 선거 | 콜롬비아의 대통령 | 20대 | 콜롬비아 자유당 | 80.14% | 2,482,948표 | 1위  | 콜롬비아 대통령 당선 |